# Réseau social d'entreprise
Pour les articles homonymes, voir RSE et ESN.
Un réseau social d’entreprise (RSE en français ou ESN, c'est-à-dire Enterprise Social Network en anglais) est un groupe constitué de personnes physiques et morales réunies par un dispositif de réseautage social, au sein d'un organisme.
Par extension, le terme désigne aussi les outils informatiques de réseautage qui facilitent ce fonctionnement partagé et collaboratif au sein de l'entreprise.

## Définition

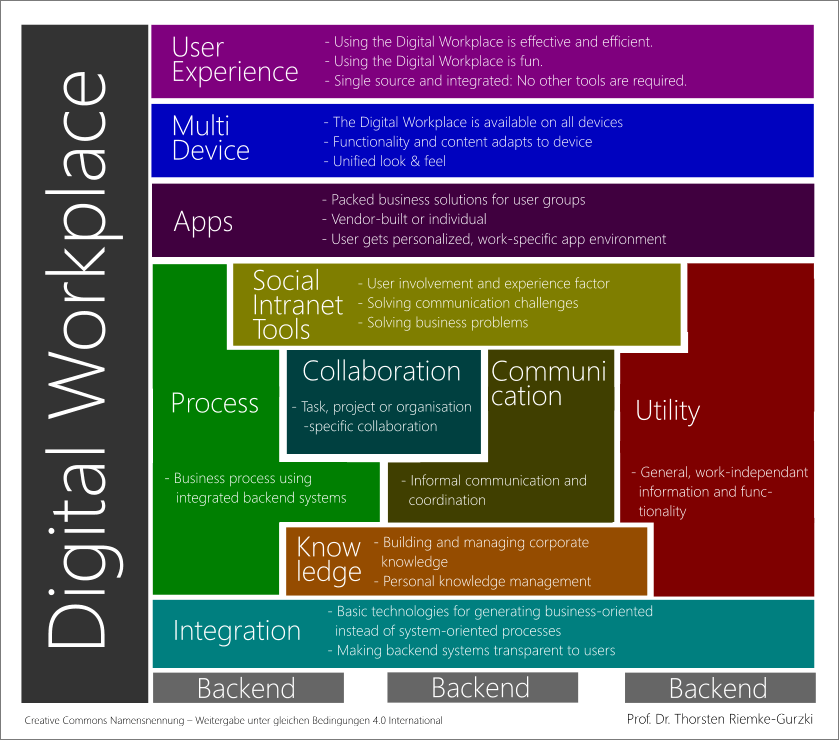
Le réseau social d'entreprise et l'ensemble des composantes de l'environnement numérique de travail (Digital Workplace).

Les membres d'un réseau social d’entreprise (RSE) sont regroupés en communauté à des fins professionnelles et sont liés par une ou plusieurs plates-formes applicatives réunissant les employés d’une entreprise, ses clients, ses actionnaires ou ses partenaires.
Au-delà des communautés, un réseau social d’entreprise se base sur les notions suivantes :  
- fiche ou profil enrichi : mise en valeur de l'expertise des collaborateurs et de leurs centres d'intérêt ;
- mur de suivi d'activité : permet d'avoir une vision consolidée de l'activité de son écosystème (collègues, communautés, échange autour d'une thématique, etc.)

Un RSE permet d'accéder aux mêmes fonctionnalités qu'un réseau social « grand public ».  Ces fonctionnalités sont liées aux sites intranet des entreprises pour faciliter la communication et la collaboration au sein de l'institution. Chaque membre peut participer à la conversation et publier sur le RSE et les flux de communication sont multidirectionnels. C'est l'une des composantes principales de l'environnement numérique de travail (ou "Digital Workplace"). Le RSE est particulièrement utile pour une organisation travaillant sur plusieurs sites ou travaillant en association avec d'autres organisations. À titre d’illustration sur ces entreprises étendues, on peut citer Red Bull ou The Walt Disney Company.

## Adoption des outils de réseau social
L'usage des RSE se développe rapidement mais leur adoption par les utilisateurs est variable et le nombre de contributeurs actifs est parfois faible. L'utilisation professionnelle des réseaux sociaux est en effet bien différente de l'utilisation personnelle qui s'est largement développée avec Facebook, Twitter ou Snapchat. La sociologue Camille Imhoff relève: « l’esprit d’initiative individuelle requis par la pratique de l’outil est menacé par le lien de subordination salarial » et « l’enjeu d’une production collective auto-organisée, d’une technologie décentralisée est mis à mal par l’organisation hiérarchique ».  
D'autres raisons expliquent la difficulté du développement de ces pratiques collaboratives: la surcharge informationnelle mais aussi la crainte du jugement ou de la surveillance. Au sein d'une organisation, le réseau social a besoin d’un cadre de confiance renouvelé et adapté à ces nouveaux outils numériques. Le RSE doit être développé et déployé en tenant compte des intérêts des employés et faciliter la communication entre l'ensemble des structures et les différents échelons de l'organisation.
Le RSE témoigne de l'adoption des outils numériques dans la vie privée, mais au sein d'une organisation cette transformation des usages doit être accompagné et régulièrement évalué afin de répliquer des clés de réussites éprouvées.

## Bon usage et éthique professionnelle

### Modération
La modération des contenus est aussi importante sur un réseau social d'entreprise que sur les autres réseaux sociaux. La formalisation du processus permet de réagir rapidement en s'appuyant sur des ressources identifiés (expert métier, gestionnaire de communauté, hiérarchie...).

### Déconnexion
La réflexion sur le bon usage d'un réseau social d'entreprise doit prendre en compte la pratique au sein de l'organisation mais aussi hors des heures de travail.  La porosité entre sphère privée et professionnelle est caractéristique de la révolution numérique au travail. La déconnexion est l'une des règles de bonne pratique la plus importante. En dehors des heures de travail, l'organisation doit encourager le droit à la déconnexion pour ces employés.

## Protection et confidentialité des données au sein d'un réseau social d'entreprise
Un réseau social d'entreprise est sécurisé et garantit la protection et la confidentialité des données des entreprises et des professionnels utilisant les services du réseau. La sécurité est fondée sur l'authentification et la vérification des membres du réseau, et le chiffrement des communications de bout en bout du réseau (certificats émis par une autorité compétente et transmissions chiffrées au moyen du protocole de communication https) ou entre une entreprise et ses clients.
Pour ce qui est des pays européens, le G29 (groupe des CNIL européennes) a précisé les règles applicables aux réseaux sociaux, dont en particulier les réseaux sociaux d'entreprise, dans un avis du 12 juin 2009. Les CNIL européennes leur demandent notamment de :
- définir des paramètres par défaut limitant la diffusion des données des internautes ;
- mettre en place des mesures pour protéger les mineurs ;
- supprimer les comptes qui sont restés inactifs pendant une longue période ;
- permettre aux personnes, même si elles ne sont pas membres des réseaux sociaux, de bénéficier d'un droit de suppression des données qui les concernent ;
- proposer aux internautes d'utiliser un pseudonyme, plutôt que leur identité réelle ;
- mettre en place un outil accessible aux membres et aux non-membres, sur la page d'accueil des réseaux sociaux, permettant de déposer des plaintes relatives à la vie privée[9].

En 2010, Gartner prévoyait qu'en 2014 les réseaux sociaux d'entreprise auraient remplacé le courrier électronique comme médium principal de communication interpersonnelle pour 20 % au moins des utilisateurs en entreprise.

## Conformité juridique d'un réseau social d'entreprise
Le déploiement de réseaux sociaux d'entreprise soulève de multiples questions au regard du droit, aussi bien concernant le Code du travail (France) que la Loi relative à l'informatique, aux fichiers et aux libertés du 6 janvier 1978. Certains évoquent, sur le plan juridique, les natures antithétiques par essence entre le réseau social et le droit du travail.
Un réseau social d'entreprises manipulant des données personnelles, il doit être conforme en tout point à la loi Informatique et Libertés. Un groupe de travail de l'AFCDP (Association française des correspondants à la protection des données à caractère personnel) travaille sur ce sujet.
Des risques de harcèlement et de discrimination ont également été évoqués. Se posent les questions de l’utilisation du réseau social d'entreprise comme outil de contrôle de l’activité du salarié, de son usage dans le cadre des entretiens d’évaluation et de ses consultation et utilisation par les représentants du personnel.
La question du « droit à l'oubli » est également posée : que deviendront les données une fois le collaborateur parti ?
S'agissant de l'utilisation de certaines informations issues d'un réseau social d'entreprise pour des fins de cybersurveillance, l'article L2323-32 du Code du travail stipule que « Le comité d'entreprise est informé et consulté, préalablement à la décision de mise en œuvre dans l'entreprise, sur les moyens ou les techniques permettant un contrôle de l'activité des salariés.»
S'agissant de l'utilisation de certaines informations issues d'un réseau social d'entreprise pour l'évaluation des salariés, l'article L. 1221-4. – « Aucune information concernant personnellement un salarié ne peut être collectée par un dispositif qui n’a pas été porté préalablement à sa connaissance ».
Par ailleurs, si le réseau social d'entreprise est considéré comme un projet important d'introduction de nouvelles technologies, le comité d'entreprise doit être informé et consulté préalablement selon l’Article L2323-13 du Code du travail.

## Exemples d'applications possibles avec un réseau social d’entreprise
Un réseau social d’entreprise offre des usages pour la fonction ressources humaines d'une entreprise, grâce à la dimension collaborative d'un tel outil .

## Exemples d'outils pour un réseau social d’entreprise
Parmi les outils : 
- Elgg : un réseau social qui fournit notamment des outils de blogue, de micro-blogging, de partage de fichiers, de mise en réseau des profils d'utilisateurs, de gestion de groupes d'utilisateurs, d'agrégation de données et de nombreuses autres fonctionnalités.
- Elium : un réseau social d'entreprise belge, anciennement "Knowledge Plaza", spécialisé dans la gestion des connaissances, dont la différence est sa capacité à structurer finement l'information partagée et à réimporter des bases documentaires existantes (IBM Notes, disques en réseau, etc).
- eXo Platform : un réseau social d'entreprise permettant aussi l'intégration aux applications métiers de l'entreprise. L'interopérabilité de l'outil est faible même s'il s'agit d'une plateforme open source[12].
- Beezy: une solution créée en 2011, son but est d’augmenter l’expérience utilisateur proposée par sharepoint[13].
- Jamespot : une solution de réseau social d'entreprise métiers qui existe depuis 2005.
- Jalios : plateforme collaborative proposant également des fonctionnalités de réseau social d'entreprise existant depuis 2001.
- Jive-n:  une solution de réseau social d'entreprise éditée par l’entreprise américaine Jive, fondée en 2001 et acquise par le Groupe Aurea en 2017. L’interopérabilité de Jive avec d’autres standards est un des atouts de la plateforme[12].
- Lively (édité par Inspheris): un intranet collaboratif, offrant des fonctionnalités de RSE (fil d’actualité, quick post, commentaire, communautés...)[14].
- MediaWiki et Semantic MediaWiki: un intranet collaboratif pour les entreprises.
- Microsoft SharePoint : un outil de réseau social avec une interface de micro-blogging similaire à Twitter et Facebook en interne dans l'entreprise. Disponible également en mobilité avec une application mobile identique à celle de Yammer.
- Open Social: une solution de réseau social utilisant le CMS Drupal. Open Social est utilisé par plusieurs ONG et par le Programme des Nations Unies pour le développement.
- PickAsso : une solution permet de communiquer avec une communauté, diffuser des sondages, des demandes de disponibilités, des événements, des alertes. PickAsso a été racheté en 2018 par la société AssoConnect.
- Podio : racheté par Citrix en 2012, Podio permet de créer un réseau social d'entreprise et d'y ajouter des fonctionnalités via une boutique d'intégrations afin d'en faire un logiciel de gestion de projets ou un logiciel de gestion de la relation client (CRM) ;
- SeeMy : une solution gérant trois domaines clés : la communication, l'innovation et la gestion des connaissances.
- Talkspirit: une solution mixe entre le ChatOps pur et le réseau social d’entreprise. L’intégration avec d'autres outils est relativement bonne[15].
- Whaller : une plateforme pour mettre en place des réseaux sociaux pour son organisation. Il est possible de partager des messages, fichiers, sondages et d'assigner des tâches à la manière de Yammer. Il permet aussi de stocker des fichiers dans des dossiers, ou dans un widget Dropbox ou Google Drive, de gérer les tâches dans un Kanban. Enfin, il peut servir de portail et d'intranet aux organisations à la manière de Microsoft SharePoint.
- Workplace by Meta : Facebook façon réseau social d'entreprise, anciennement "Facebook at work", il reprend le physique de Facebook et profite de ses innovations et se couple facilement avec G Suite, Dropbox ou encore OneDrive pour le partage de fichier[16].
- Yammer : « Facebook-killer » de Microsoft, destiné aux entreprises, son interface très proche de Facebook le rend intuitif, son intégration à SharePoint en fait un outil pour travailler en réseau avec ses collègues. Au sein de la suite Microsoft office 365, il y a une confusion pour les utilisateurs, par rapport à l’usage de Yammer vs. Teams[17]
- Steeple : une solution de communication interne.